# ハワイ・アリューシャン標準時
| UTC-3:30 | ニューファンドランド標準時 （ニューファンドランド夏時間はUTC-2:30） |
| UTC-4    | 大西洋標準時（大西洋夏時間はUTC-3）                                 |
| UTC-5    | 東部標準時（東部夏時間はUTC-4）                                     |
| UTC-6    | 中部標準時（中部夏時間はUTC-5）                                     |
| UTC-7    | 山岳部標準時（山岳部夏時間はUTC-6）                                 |
| UTC-8    | 太平洋標準時（太平洋夏時間はUTC-7）                                 |
| UTC-9    | アラスカ標準時（アラスカ夏時間はUTC-8）                             |
| UTC-10   | ハワイ・アリューシャン標準時                                        |

| UTC+10 | チャモロ標準時 |
| UTC-11 | サモア標準時   |

ハワイ・アリューシャン標準時（ハワイ・アリューシャンひょうじゅんじ、Hawaii-Aleutian Standard Time: 略称HAST）は、協定世界時 (UTC) を10時間遅らせた、アメリカ・ハワイ州等などの地域で使われる標準時である。

## 概要
この標準時は、ハワイ州の他、アラスカ州アリューシャン列島の一部（西経 169度30分から西の地域）、フランス領ポリネシアなどで採用されている。
基本的に日本より19時間遅れているが、夏時間採用時には、一部地域で18時間遅れている。
なお、ハワイ州ではサマータイム（夏時間）が採用されていない。「-1000(HAST)」のように表示する。

## アリューシャン列島の標準時区分
アリューシャン列島(アメリカ合衆国領有部分)の西経169度30分から西の地域がハワイ・アリューシャン標準時であるが、フォー・マウンテンズ諸島がハワイ・アリューシャン標準時の東端で、その東のアリューシャン列島のフォックス諸島からはアラスカ標準時(UTC-9)となる。
また、西経169度30分から西にあり、ベーリング海の中にあるプリビロフ諸島、セントマシュー島、セントローレンス島もアラスカ標準時(UTC-9)となる。

## 主な該当都市
- ホノルル（ハワイ州・オアフ島）
- リフエ（ハワイ州・カウアイ島）
- カフルイ（ハワイ州・マウイ島）
- ヒロ、カイルア・コナ（ハワイ州・ハワイ島）
- パペーテ（フランス領ポリネシア・タヒチ島）